# Puente romano de Villarta de San Juan
El puente romano es un puente sobre el río Cigüela en el municipio español de Villarta de San Juan, en la provincia de Ciudad Real. Cruza las aguas del río Cigüela, un afluente del Guadiana, y tiene el estatus de bien de interés cultural.

## Descripción
Su primer origen es romano, si bien su estructura fue consolidada y fortalecida en época medieval, como punto importante y de obligada construcción para la continuación de la calzada romana de Consaburus a Laminio, coincidiendo la ubicación de Villarta con la ciudad romana de Murum que muchos historiadores sitúan en Villarta o inmediaciones. 
Conocido popularmente como “el Puente Viejo”, se encuentra situado entre los kilómetros 145 y 146 de la antigua carretera nacional Madrid-Cádiz (Nacional IV) describiendo un arco de 500 metros aproximados. 
Cubre una depresión que embalsa las aguas de los ríos Gigüela y Záncara, reunidas en una laguna endorreica de interesante valor ecológico. 
La importancia del Puente radica en sus dimensiones 500 metros aproximados de longitud y una media de 5 metros de anchura con 46 ojos, todos distintos y distribuidos de forma irregular, lo cual suponía un conocimiento exhaustivo del terreno sobre el que se construyó ya que recogía perfectamente las distintas corrientes de agua que el río iba formando en su lento recorrido por la zona pantanosa. Los últimos cuatro ojos se han descubierto durante las obras de restauración que se están llevando a cabo, hasta ahora tapados por escombros o por las obras realizadas en 1920, cuando se construyó la carretera de Andalucía. No obstante, suponemos la existencia de algunos más ya inevitablemente irrecuperables al estar bajo la citada carretera. 
En su primer tramo encontramos 19 ojos y en el segundo 27 ojos. En este mismo tramo existen dos apartaderos de forma cuadrangular de 12x5,5 metros separados entre sí unos 140 metros, adosados al lado izquierdo en sentido norte. Al lado opuesto y entre ellos existe un pequeño tajamar de planta triangular de unos 2 metros de lado que servía para desviar el agua evitando que la corriente, muy fuerte cuando el agua corría por esa zona, castigase en exceso la estructura del puente, además de una misión de sustentación al igual que los contrafuertes. 

## Estatus patrimonial
El 30 de noviembre de 1983 fue declarado monumento histórico-artístico de carácter nacional, mediante un real decreto publicado el 14 de febrero de 1984 en el Boletín Oficial del Estado, con la rúbrica del rey Juan Carlos I y de Javier Solana, ministro de Cultura. En la actualidad cuenta con el estatus de bien de interés cultural.